# Williamnagar
Williamnagar è una suddivisione dell'India, classificata come municipal board, di 18.251 abitanti, capoluogo del distretto dei Monti Garo Orientali, nello stato federato del Meghalaya. In base al numero di abitanti la città rientra nella classe IV (da 10.000 a 19.999 persone).

## Società

### Evoluzione demografica
Al censimento del 2001 la popolazione di Williamnagar assommava a 18.251 persone, delle quali 9.427 maschi e 8.824 femmine. I bambini di età inferiore o uguale ai sei anni assommavano a 3.320, dei quali 1.685 maschi e 1.635 femmine. Infine, coloro che erano in grado di saper almeno leggere e scrivere erano 12.306, dei quali 6.686 maschi e 5.620 femmine.